# 1885 год в истории железнодорожного транспорта
1885 год в истории железнодорожного транспорта

## События
- На территории Малайзии построена первая железная дорога.[1]
- Построена линия Лунинец — Сарны — Ровно Ковельской железной дороги[2].
- В России введён «Устав железных дорог», разработанный ещё в 1879 Н. О. Кульжинским.[1]
- В Дании проложена первая железнодорожная линия Копенгаген — Роскилле.[1]
- Во Вьетнаме проложена первая железнодорожная линия Сайгон (Хошимин) — Мито.[1]
- На территории Сенегала проложена первая железнодорожная линия Дакар — Нигер.[1]
- 7 ноября уложен стыковочный рельс на Канадской Тихоокеанской железной дороге[3]
- В 1885 году в Брюсселе (королевство Бельгия) прошёл I Международный железнодорожный конгресс.

## Новый подвижной состав
- Выпущен первый в России танк-паровоз с осевой формулой 0—2—0 — заводской тип 33 Коломенского завода. С 1912 г. — в серии Ь (ерь).